# (3968) Коптелов
(3968) Коптелов (лат. Koptelov) — типичный астероид главного пояса, открыт 8 октября 1978 года советским астрономом Людмилой Черных в Крымской астрофизической обсерватории и 25 августа 1991 года назван в честь писателя Афанасия Коптелова.

## Обнаружение и именование
(3968) Коптелов
Открыт 8 октября 1978 года в Научном Л. И. Черных.
Назван в честь советского писателя Афанасия Лазаревича Коптелова, в произведениях которого отображалась жизнь народов Алтая и Сибири.
Оригинальный текст (англ.)3968 Koptelov
Discovered 1978-10-08 by Chernykh, L. at Nauchnyj.
Named in honor of the Soviet writer Afanasij Lazarevich Koptelov, whose works depicted life of the people of the Altaj and Siberia.
Источники: DISCOVERY.DB; M.P.C. 18645.

## Физические характеристики
Астероид относится к таксономическому классу V.
По результатам наблюдений космического телескопа оптического диапазона Gaia абсолютная звёздная величина астероида оценивалась равной 13,26±0,76m.